# David Gilmour in Concert
David Gilmour in Concert es un DVD en solitario del guitarrista británico de Pink Floyd David Gilmour, grabado en el Royal Festival Hall de Londres en junio de 2001, como parte del festival de Meltdown organizado por Robert Wyatt. También contiene metraje grabado en tres conciertos grabados en la misma sala de conciertos en 2002. El setlist contiene varias canciones de Pink Floyd, además de canciones de su época en solitario. Aparecen como artistas invitados el exFloyd Richard Wright, además de Robert Wyatt y Bob Geldof. Incluye la primera interpretación de la canción "Smile", pista que después aparece en el tercer disco en solitario de Gilmour On an Island.

## Lista de canciones

### The Meltdown Concert - junio de 2001
1. "Shine On You Crazy Diamond" (parts 1 - 5) (David Gilmour, Roger Waters, Richard Wright)
2. "Terrapin" (Syd Barrett)
3. "Fat Old Sun" (Gilmour)
4. "Coming Back to Life" (Gilmour)
5. "High Hopes (Gilmour, Polly Samson)
6. "Les pêcheurs de perles (Georges Bizet)
7. "Smile" (Gilmour, Samson)
8. "Wish You Were Here" (Gilmour, Waters)
9. "Comfortably Numb" (con Robert Wyatt) (Gilmour, Waters)
10. "Dimming Of The Day" (Richard Thompson)
11. "Shine On You Crazy Diamond" (parts 6 - 8) (Gilmour, Waters, Wright)
12. "A Great Day for Freedom" (Gilmour, Samson)
13. "Hushabye Mountain" (Robert B. Sherman, Richard M. Sherman)

### Pistas adicionales edición de enero de 2002
1. Dominoes (Barrett)
2. Breakthrough (con Richard Wright) (Wright, Anthony Moore)
3. Comfortably Numb (con Bob Geldof) (Gilmour, Waters)

## Personal
- David Gilmour: Guitarra, voz
- Neill MacColl: Guitarra, coros
- Michael Kamen: Piano, corno inglés
- Chucho Merchan: Contrabajo
- Caroline Dale: Violonchelo
- Dick Parry: Saxofón
- Nic France: Batería, percusión
- Gospel Choir: Sam Brown (liderando el coro), Chris Ballin, Pete Brown, Margo Buchanan, Claudia Fontaine, Michelle John Douglas, Sonia Jones, Carol Kenyon, David Laudat, Durga McBroom, Aitch McRobbie, Beverli Skeete

con
- Bob Geldof - voz en "Comfortably Numb" (enero de 2002)
- Robert Wyatt - voz en "Comfortably Numb" (junio de 2001)
- Richard Wright - voz en "Breakthrough", teclados en "Breakthrough" y "Comfortably Numb"
- Aitch McRobbie - voz en "Smile"